# ناحية دلي عباس
ناحية دلي عباس - المنصورية - دلي عباس أحد نواحي محافظة ديالى بالعراق المهمة تقع على بعد 110 كلم شمال شرق العاصمة بغداد. تحاذي من الشمال سلسلة جبال حمرين ويبلغ تعدادها السكاني حوالي 200.000 مئتي ألف نسمة تكمن أهميتها في المجال الزراعي وتتوسط ما بين نهر ديالى ونهر الخالص أكبر افرع نهر ديالى وقد اكتشف فيها حقل ضخم للغاز بموازاة جبل حمرين وهناك حقول نفط لا تزال غير مكتشفة سكانها من العرب وتوجد فيها قرى كبيرة مثل قرية سراجق وقرية الشيخ محمود الشيخ علي وقرية شروين وغيرها ويوجد فيها جسور وأهمها جسر الشيخ محمود الشيخ علي ال غصيبة والذي يربط قضاء المقدادية بقضاء الخالص. يحد المنطقة من الشرق منطقه الصدور وهي منطقه جبليه سياحيه وتحتوي سدة ديالى العملاقة وتتوافد إليها الناس من جميع المحافظات خاصتا بغداد للسياحه في المناسبات المهمة مثل العيد.